# Il capo famiglia (film 1943)
Il capo famiglia (Top Man) è un film del 1943, diretto da Charles Lamont. Di genere musicale, è una commedia che aveva come protagonista Donald O'Connor.